# Monachocrinus coelus
Monachocrinus coelus is een haarster uit de familie Bathycrinidae.
De wetenschappelijke naam van de soort werd in  gepubliceerd door Hubert Lyman Clark.